# Escape Me Never
Escape Me Never (Brasil: Contudo És Meu / Portugal: Unidos Eternamente) é um filme britânico de 1935, do gênero drama, dirigido por Paul Czinner  e estrelado por Elisabeth Bergner e Hugh Sinclair.

## Notas de produção

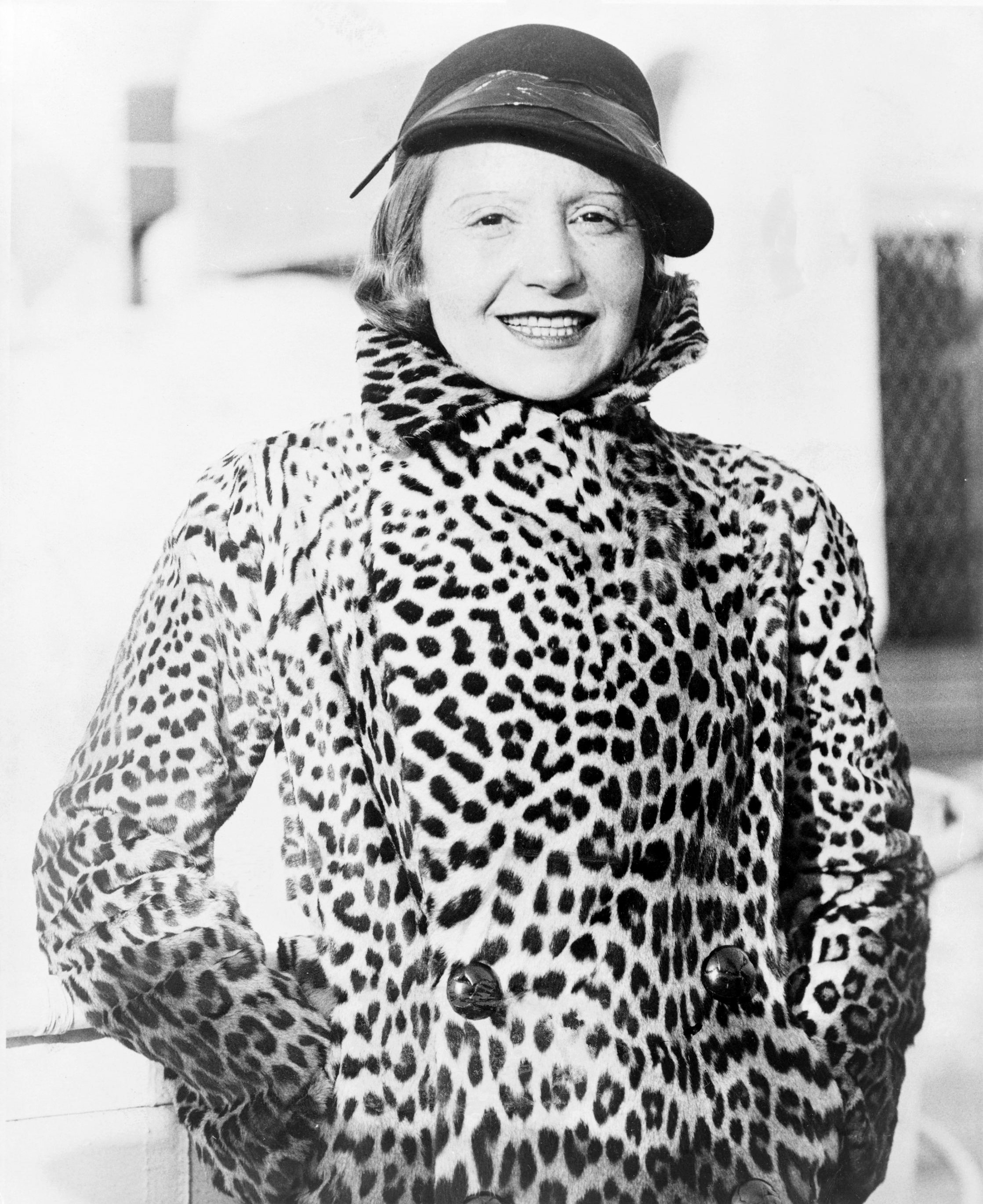
Elisabeth Bergner em 1935. Ela estreou no teatro europeu em 1919 e no cinema em 1923. Estrela na Alemanha, fugiu para a Inglaterra com a ascensão do nazismo. Sua presença nos palcos e nas telas declinou a partir da década de 1940. Muitos de seus filmes foram dirigidos pelo marido Paul Czinner. Faleceu em 1986, com 88 anos de idade.